# نبردناو هارونا
نبردناو هارونا (به انگلیسی: Japanese battleship Haruna) یک کشتی بود که طول آن ۲۲۲ متر (۷۲۸ فوت ۴ اینچ) بود. این کشتی در سال ۱۹۱۳ ساخته شد.